# Thelebolales
De Thelebolales vormen een orde van de klasse der Leotiomycetes, behorend tot de subklasse Leotiomycetidae.

## Taxonomie
- Orde: Thelebolales
  - Familie: Thelebolaceae

De volgende geslachten zijn incertae sedis geplaatst:
- Gorgomyces – Miniancora